# Vụ đánh bom Beirut
Đánh bom Beirut được xem là một vụ khủng bố diễn ra tại thành phố thủ phủ Beirut của Liban ngày 19.10.2012. Vụ đánh bom trên đã làm ít nhất 8 người thiệt mạng và hơn 80 người khác bị thương.

## Diễn biến
Trong giờ cao điểm ngày 19.10.2012, một chiếc xe bom chứa thuốc nổ đã phát nổ tại một khu phố ở trung tâm thủ đô Beirut, với sức công phát được đánh giá là rất lớn. Làm hơn 88 người bị thương vong. Trong số những người thiệt mạng có Giám đốc tình báo thuộc Lực lượng An ninh Nội địa Liban (ISF), tướng Wissam al-Hassan, dư luận quốc tế gọi đây là một vụ tấn công khủng bố.

## Dư luận
Cựu Thủ tướng Liban, ông Saad Hariri và thủ lĩnh phe đối lập Walid Jumblatt cũng đã lên tiếng cáo buộc Tổng thống Syria Bashar al-Assad đứng sau vụ ám sát tướng Hassan.
Mỹ đã chỉ trích gây gắt hành động đánh bom tại Beirut và cho rằng vụ đánh bom ám sát ông al-Hassan là "một dấu hiệu nguy hiểm", đồng thời kêu gọi các bên tôn trọng nền an ninh và bền vững của Liban.